# Stil victorian
Stilul victorian este un stil arhitectonic care a apărut în Europa de Vest și coloniile engleze din America, Australia, Asia și Africa, care datează din timpul epocii victoriene, ea se poate considera că aproape coincide cu timpul domniei reginei Victoria I a Angliei (1837 - 1901).
Stilul victorian a apărut odată cu producția de masă, bazându-se pe imitație, care viza, între altele, realizarea obiectelor de design interior din materiale cât mai ieftine, accesibile publicului larg. 

## Galerie de imagini cu arhitectonică victoriană

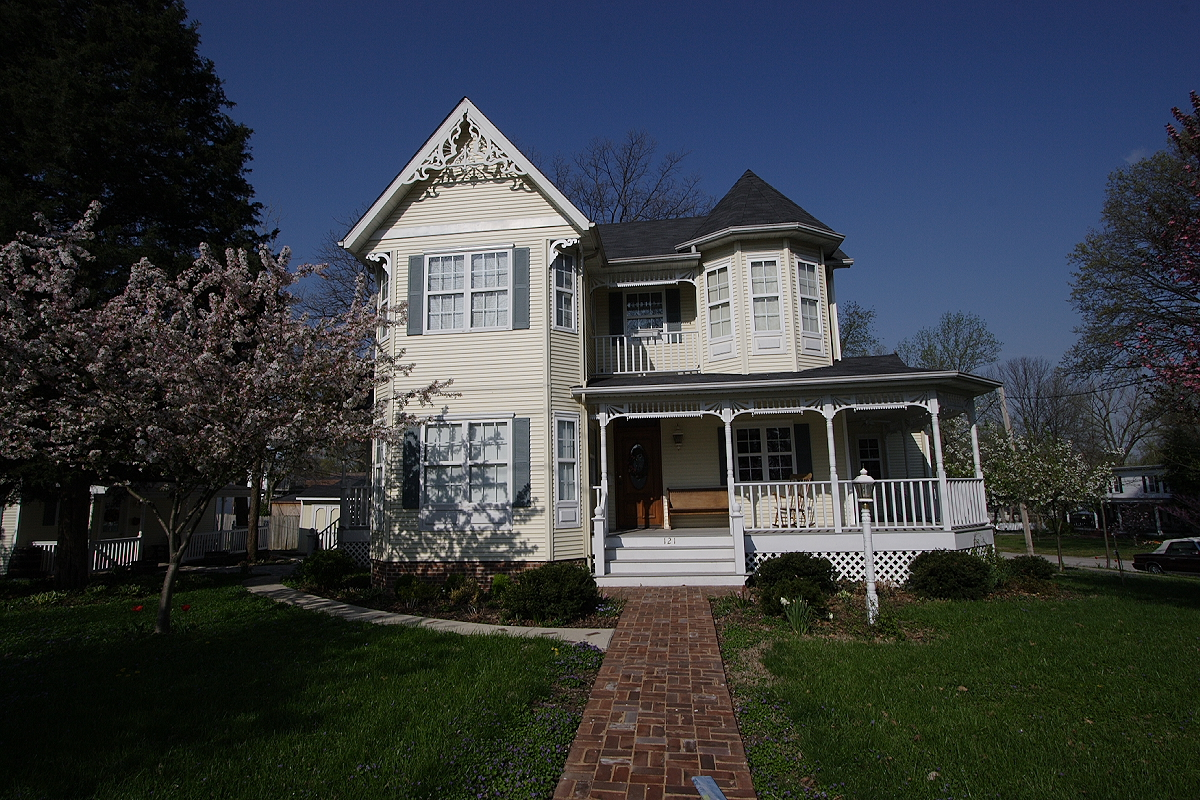
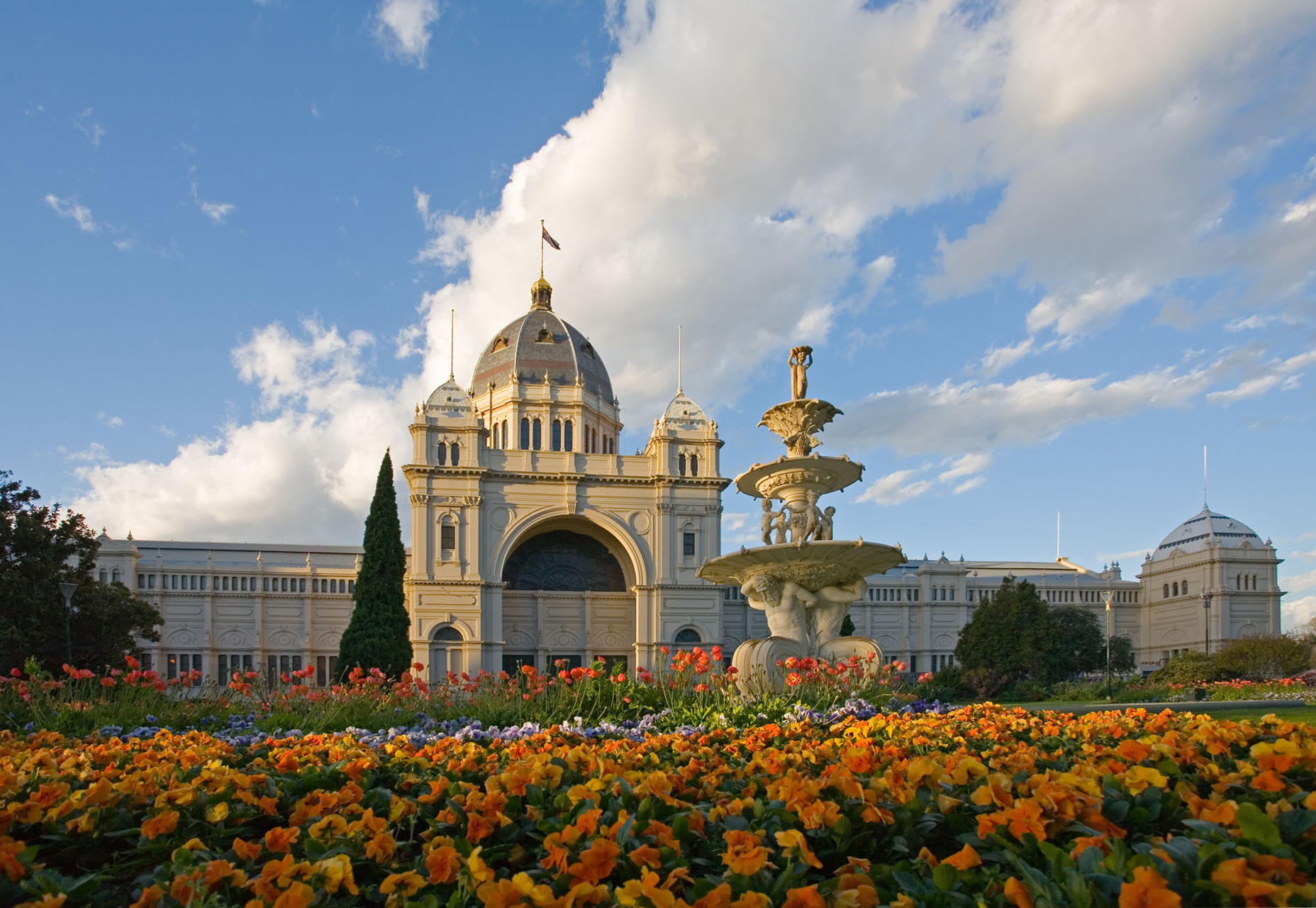
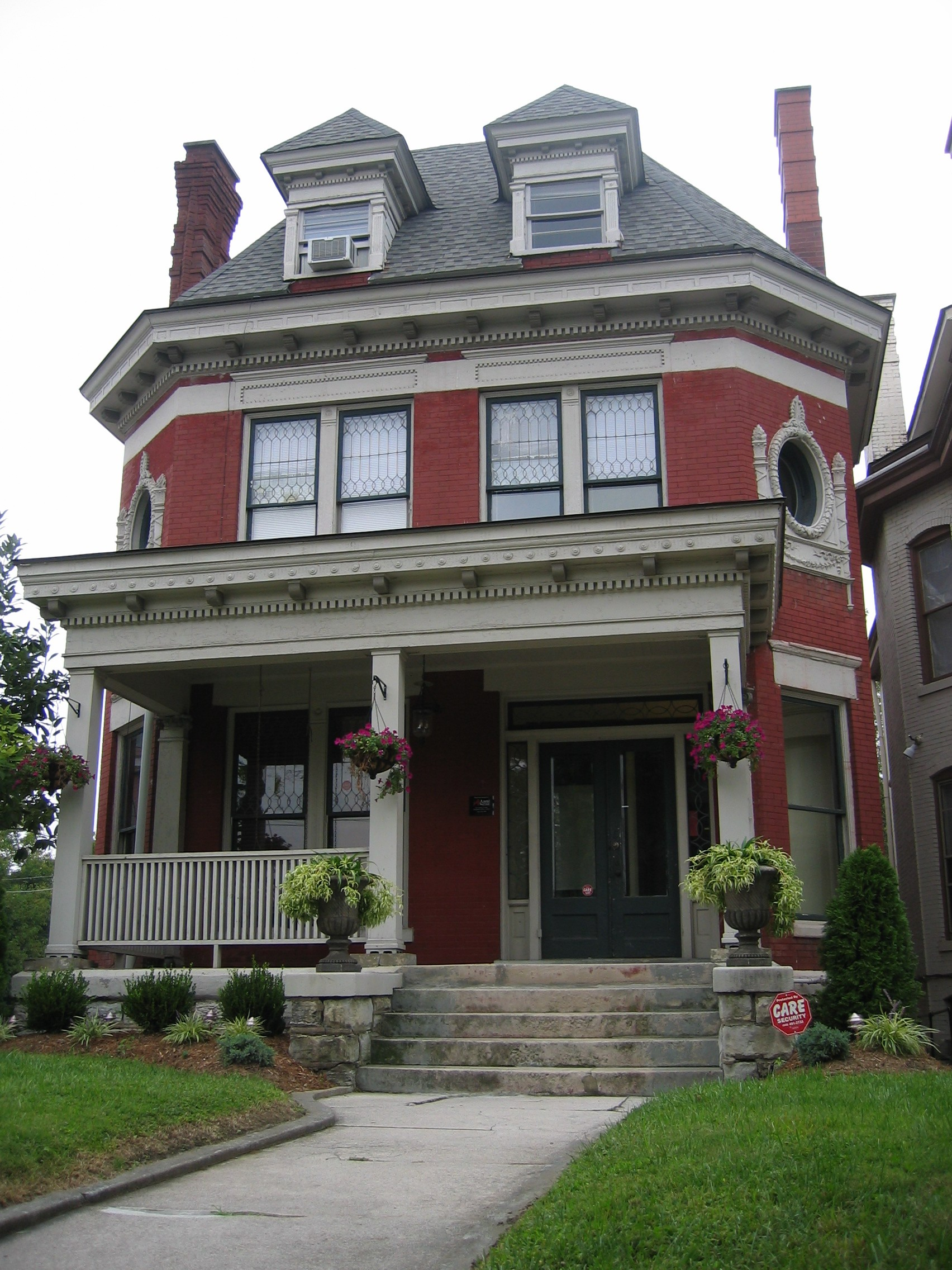